# Corinna Lechner
Corinna Lechner (Fürstenfeldbruck, 10 augustus 1994) is een wielrenster uit Duitsland.
Ze rijdt sinds 2013 bij de elite, en komt in 2021 uit voor Isorex-No Aqya Ladies.
Op de Europese kampioenschappen wielrennen werd ze tweede in 2021 op het nieuwe onderdeel tijdrijden gemengd. In 2015 was ze op de tijdrit voor vrouwen al als derde geëindigd.

## Palmares
2015
 Europees kampioenschap tijdrijden, beloften
2018
 Duits kampioenschap op de weg
2021
3e etappe Tour de Feminin
Puntenklassement Tour de Feminin
 Europees kampioenschap, mixed relay
2024
Radsaison-Eröffnunsrennen Leonding
Rund um Schönaich
Großer Preis der Südlichen Weinstraße
1e etappe Gracia Orlová
Eindklassement Gracia Orlová

### Resultaten in voornaamste wedstrijden
| Jaar | Ronde van Vlaanderen | Drentse Acht van Westerveld | RideLondon Classique |  | WK op de weg |
| ---- | -------------------- | --------------------------- | -------------------- |  | ------------ |
| 2014 |                      |                             |                      |  | opgave       |
| 2015 |                      |                             |                      |  |              |
| 2016 |                      |                             | 39e                  |  |              |
| 2017 |                      | opgave                      |                      |  |              |
| 2018 | opgave               | 104e                        | 59e                  |  |              |
| 2019 |                      | opgave                      |                      |  |              |
| 2020 |                      |                             |                      |  |              |
| 2021 |                      |                             |                      |  |              |
| 2022 | 96e                  |                             |                      |  |              |
| 2023 |                      |                             |                      |  |              |
| 2024 |                      |                             |                      |  |              |